# Giorni infiniti
Giorni infiniti è il diciannovesimo album del complesso italiano dei Pooh pubblicato nel 1986 dalla casa discografica CGD.

## Il disco
L'album coincide con il loro anniversario ventennale; cambia la veste del vinile (colorato di bianco allo scopo di tentare di arrestare la sempre più dilagante duplicazione abusiva dei vinili) e cambia anche l'arrangiatore, nel senso che ai Pooh, che per una decina d'anni si erano arrangiati da soli, si aggiunge Fio Zanotti e insieme a lui arriva in studio una sezione di fiati. Viene infine messo da parte l'argomento di paesi esotici o comunque lontani.
Tra i brani si segnalano i seguenti:
- Giorni infiniti:  Il brano che apre l'album e che dà anche il nome al disco è un pezzo di grande impatto rock. Nella seconda parte si placa in una parte più lenta caratterizzata dalla voce di Roby Facchinetti.
- L'altra parte del cielo: Brano molto romantico, con la voce di Roby accompagnata ai coretti rétro degli altri tre.
- I bambini ci guardano: Forse il brano più sbarazzino dell'album, ispirato alle esperienze familiari dei Pooh, interpretato da Dodi. Ottima la scelta dei suoni ludici di una sveglia che funge quasi da metronomo.
- Terry B.: Il testo è un omaggio alla protagonista di un fatto di cronaca nera di Milano: racconta infatti un episodio nella storia peraltro già tragica della giovane modella americana Terry Broome, condannata per l'omicidio di un playboy milanese che la perseguitava con avances di grave volgarità e successivamente reclusa nel carcere femminile di Bergamo. L'introduzione strumentale era stata scritta parecchi anni prima sotto il nome di Odeon. È cantato interamente da Roby, senza cori.
- Venti: Un brano dedicato al ventennale con un titolo che viaggia su due letture: i venti che soffiano e i 20 anni di carriera del complesso. Brano musicato da Dodi e cantato da Dodi e Roby.
- Goodbye: Brano di chiusura in cui i quattro cantano a turno come in alcune canzoni precedenti; un ritornello molto orecchiabile e corale, usato alcune volte per concludere i concerti.

Nell'insieme si tratta di un album simile a diversi altri dei Pooh, ma piuttosto ricco di canzoni d'amore. Esso si distingue principalmente per il piacevole accompagnamento della sezione di fiati (che si esalta soprattutto in Amore e dintorni), che accompagnerà anche l'album di studio successivo, e per la professionalità degli arrangiamenti di Zanotti.
La prima stampa venne realizzata in vinile bianco. Successivamente è stata stampato in versione picture bianco/nero. L'ultima ristampa in vinile ha copertina a busta e vinile nero.

## Tracce
1. Giorni infiniti (Facchinetti-Negrini) - 4'46" - Voce principale: Roby
2. L'altra parte del cielo (Facchinetti-Negrini) - 4'59" - Voce principale: Roby
3. I bambini ci guardano (Battaglia-Negrini) - 4'34" - Voce principale: Dodi
4. Più amo più ti amo (Facchinetti-Negrini) - 4'55" - Voce principale: Roby
5. Terry B. (Facchinetti-Negrini) - 4'21" - Voce principale: Roby
6. Amore e dintorni (Canzian-D'Orazio) - 5'10" - Voce principale: Red
7. C'est difficile mais c'est la vie (Facchinetti-Negrini) - 4'24" - Voce principale: Roby
8. Venti (Battaglia-Negrini) - 4'24" - Voci principali: Dodi, Roby
9. Non si può rifare il mondo in due (Facchinetti-Negrini) - 4'16" - Voce principale: Red
10. Goodbye (Facchinetti-D'Orazio) - 4'40"  - Voci principali:  Red, Dodi, Roby, Stefano

## Formazione
- Roby Facchinetti - voce, pianoforte, tastiera
- Dodi Battaglia - voce, chitarra
- Stefano D'Orazio - voce, batteria, percussioni
- Red Canzian - voce, basso

Altri musicisti
- Claudio Pascoli - sax